# Nazionale femminile di calcio del Camerun
La nazionale di calcio femminile del Camerun è la rappresentativa calcistica femminile internazionale del Camerun, gestita dalla locale federazione calcistica (FECAFOOT).
In base alla classifica emessa dalla FIFA il 15 marzo 2024, la nazionale femminile occupa il 67º posto del FIFA/Coca-Cola Women's World Ranking.
Come membro della Confédération Africaine de Football (CAF) può partecipare a vari tornei di calcio internazionali, quali il campionato mondiale FIFA, la Coppa delle nazioni africane, i Giochi olimpici estivi, i Giochi panafricani e i tornei a invito. Fa, inoltre, parte della UNIFFAC, una confederazione che raggruppa le federazioni dell'Africa centrale.

## Storia
La prima partita disputata dalla nazionale camerunese fu la gara di andata della finale del campionato africano 1991 contro la Nigeria. Giunta direttamente in finale per il ritiro delle avversarie nei turni precedenti, la squadra, capitanata da Regine Mvoue, perse sia l'andata che il ritorno contro le nigeriane. Dopo aver perso ai tiri di rigore contro la RD del Congo la finale per il terzo posto nel 1998, il Camerun conquistò il terzo posto nel 2002. Nell'edizione 2004 tornò a disputare la finale, nuovamente contro la Nigeria e perdendo 5-0, dopo che aveva pareggiato 2-2 con le nigeriane nella fase a gruppi.
Dopo aver vinto nel 2011 la medaglia d'oro nel torneo femminile di calcio ai X Giochi panafricani, nel 2012 il Camerun ottenne per la prima volta l'accesso al torneo femminile ai Giochi della XXX Olimpiade, organizzati a Londra; la storica qualificazione venne raggiunta grazie alla vittoria contro le campionesse in carica della Nigeria nel turno finale del torneo preolimpico CAF. Sorteggiato nel gruppo E assieme a Gran Bretagna, Brasile e Nuova Zelanda, perse tutte le partite e concluse al quarto e ultimo posto il raggruppamento, venendo così eliminato.

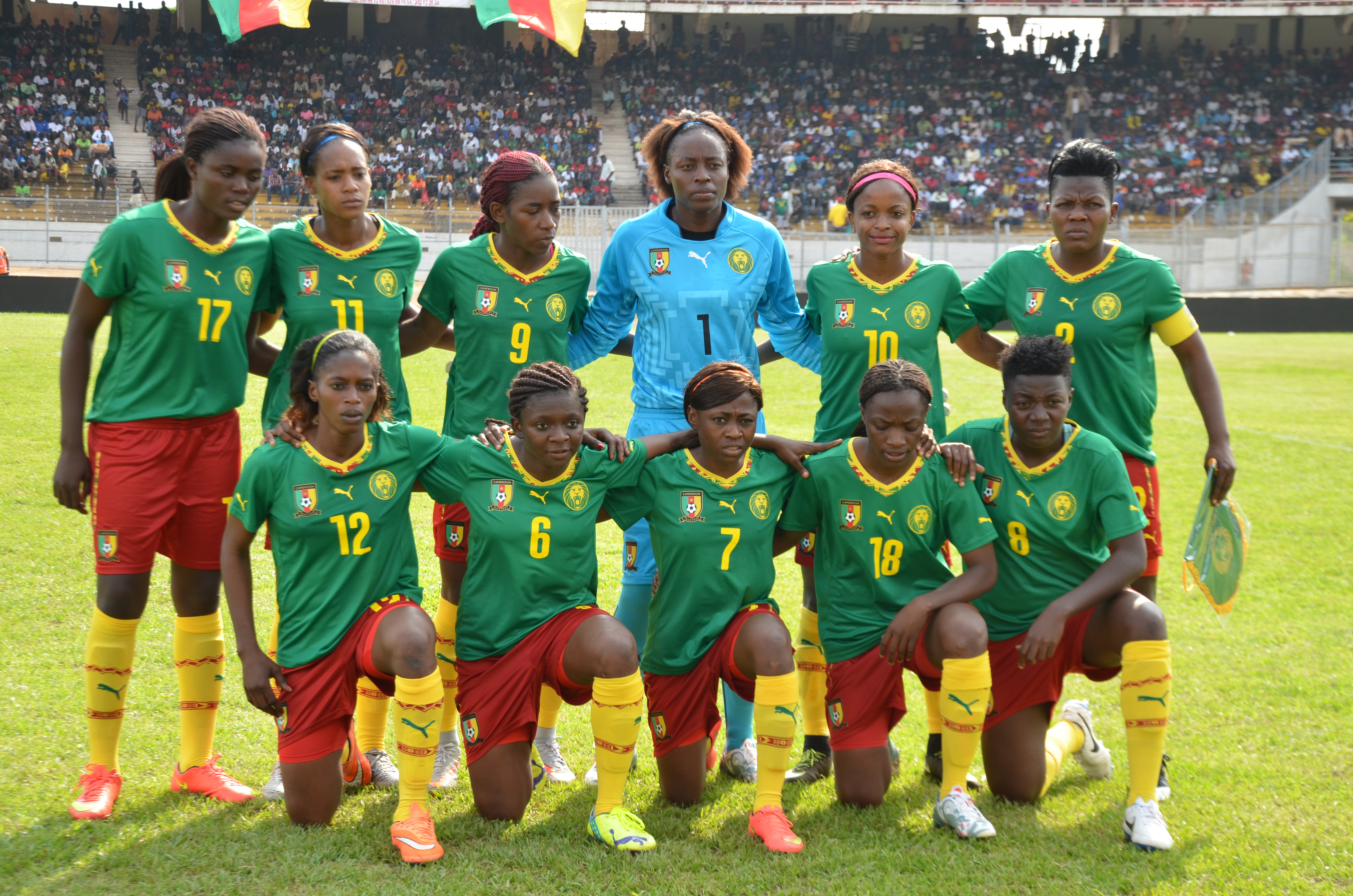
Formazione del Camerun nel 2015.

Grazie al secondo posto ottenuto nel campionato africano 2014, finale persa ancora una volta contro la Nigeria, le camerunesi conquistarono per la prima volta l'accesso alla fase finale del campionato mondiale 2015. Il sorteggio dei gruppi nella manifestazione iridata mise le camerunesi nel gruppo C con Giappone, Svizzera ed Ecuador. Dopo aver vinto la partita d'esordio 6-0 contro le ecuadoriane, giunse una sconfitta per 2-1 contro le giapponesi, campionesse del mondo in carica, e infine una vittoria in rimonta per 2-1 contro le elvetiche, che portò il Camerun al secondo posto nel raggruppamento e l'accesso alla fase a eliminazione diretta. Negli ottavi di finale arrivò l'eliminazione dal torneo con la sconfitta per 1-0 contro la Cina.
Nel 2016 il campionato africano assunse la nuova denominazione di coppa delle nazioni africane e il torneo venne organizzato in Camerun. Superato il proprio raggruppamento al primo posto a punteggio pieno e sconfitto il Ghana in semifinale, per la quarta volta consecutiva la nazionale camerunese perse la finale contro la Nigeria per 1-0, davanti a un pubblico di 40 000 spettatori. Col terzo posto raggiunto nell'edizione 2018, giunse la seconda partecipazione consecutiva al campionato mondiale. Al sorteggio dei gruppi le leonesse indomabili vennero inserite nel gruppo E con Paesi Bassi, Canada e Nuova Zelanda. Dopo aver perso le prime due partite, le camerunesi batterono le neozelandesi per 2-1 con a una rete nei minuti di recupero del secondo tempo di Ajara Nchout, grazie alla quale venne conquistato il terzo posto e il successivo accesso alla fase a eliminazione diretta come una delle quattro migliori terze. Perdendo per 3-0 contro l'Inghilterra negli ottavi di finale, la squadra venne eliminata dalla competizione.

## Partecipazione ai tornei internazionali
Legenda: Grassetto: Risultato migliore, Corsivo: Mancate partecipazioni

## Palmarès
- Giochi panafricani: 1

2011
- Giochi panafricani: 2

2015, 2019
- Giochi panafricani: 1

2003

## Selezionatori
Lista dei selezionatori della nazionale camerunese.
- 2003-2018:  Carl Enow Ngachu
- 2018-2019:  Joseph Ndoko
- 2019-2022:  Alain Djeumfa
- 2022-:  Gabriel Zabo

## Tutte le rose

### Mondiali
Coppa del Mondo FIFA 20151 Ngo Ndom, 2 Manie, 3 Nchout, 4 Leuko, 5 Ejangue, 6 Zouga, 7 Onguéné, 8 Feudjio, 9 Ngono Mani, 10 Yango, 11 Awona, 12 Meffometou Tcheno, 13 Bou Ndjouh, 14 Abena, 15 Sonkeng, 16 Mbororo, 17 Enganamouit, 18 Akaba, 19 Ngani, 20 Ngo, 21 Bella, 22 Awachwi, 23 Enyegue, CT: Ngachu
Coppa del Mondo FIFA 20191 Ngo Ndom, 2 Manie, 3 Nchout, 4 Leuko, 5 Ejangue, 6 Johnson, 7 Onguéné, 8 Feudjio, 9 Ngono Mani, 10 Yango, 11 Awona, 12 Meffometou Tcheno, 13 Meyong, 14 Abena, 15 Sonkeng, 16 Mambingo, 17 Enganamouit, 18 Akaba, 19 Ngo Ndoumbouk, 20 Ngo, 21 Takounda, 22 Abam, 23 Ongmahan, CT: Djeumfa

### Olimpiadi
Calcio ai Giochi Olimpici Estivi 20121 Ngo Ndom, 2 Manie, 3 Nchout, 4 Leuko, 5 Ejangue, 6 Zouga, 7 Onguéné, 8 Feudjio, 9 Ngono Mani, 10 Beyene, 11 Iven, 12 Bella, 13 Meffometou Tcheno, 14 Medoua, 15 Sonkeng, 16 Yango, 17 Enganamouit, 18 Sosso, CT: Ngachu

### Coppa d'Africa
Campionato africano femminile di calcio 20121 Ngo Ndom, 2 Manie, 3 Leuko, 4 Yamaleu, 5 Nkada, 6 Zouga, 7 Onguéné, 8 Feudjio, 9 Ngaska, 10 Akaba, 11 Iven, 12 Bella, 13 Meffometou Tcheno, 14 Medoua, 15 Sonkeng, 16 Sosso, 17 Enganamouit, 18 Ada, 19 Yoh, 20 Kamdem, 21 Fouda, CT: Ngachu
Campionato africano femminile di calcio 20141 Ngo Ndom, 2 Manie, 3 Nchout, 4 Leuko, 5 Ejangue, 6 Zouga, 7 Onguéné, 8 Feudjio, 9 Ngono Mani, 10 Yango, 11 Iven, 12 Ngo, 13 Bou Ndjouh, 14 Medoua, 15 Sonkeng, 16 Mbororo, 17 Enganamouit, 18 Akaba, 19 Awachwi, 20 Enyegue, 21 Bella, CT: Ngatchou
Coppa d'Africa femminile 20161 Ngo Ndom, 2 Manie, 3 Nchout, 4 Leuko, 5 Ejangue, 6 Batoum, 7 Onguéné, 8 Feudjio, 9 Ngono Mani, 10 Yango, 11 Awona, 12 Meffometou Tcheno, 13 Ada, 14 Nkada, 15 Sonkeng, 16 Mbororo, 17 Enganamouit, 18 Akaba, 19 Ngani, 20 Ngo, 21 Mambingo, CT: Ngachu
Coppa d'Africa femminile 20181 Ngo Ndom, 2 Manie, 3 Nchout, 4 Leuko, 5 Ejangue, 6 Zouga, 7 Onguéné, 8 Feudjio, 9 Ngono Mani, 10 Yango, 11 Awona, 12 Meffometou Tcheno, 13 Meyong, 14 Abena, 15 Abam, 16 Ndeme, 17 Enganamouit, 18 Akaba, 19 Ngo Ndoumbouk, 20 Ngo, 21 Ongmahan, CT: Ndoko
Coppa d'Africa femminile 20221 Ayangma, 2 Mayi Kith, 3 Nchout, 4 Mbengono, 5 Kamdem, 6 Johnson, 7 Onguéné, 8 Aretouyap, 9 Kameni, 10 Yango, 11 Awona, 12 Meffometou Tcheno, 13 Bella, 14 Ngock, 15 Ndzana, 16 Bawou, 17 Omboudou, 18 Dabda, 19 Ekogo, 20 Ngo Mbeleck, 21 Bodolo, 22 Abam, 23 Enyegue, 24 Ossol, 25 Doudou, 26 Djiatio, CT: Zabo

## Rosa
Lista delle 23 giocatrici convocate dalla selezionatore Gabriel Zabo per i play-off di qualificazione al campionato mondiale 2023, in programma dal 18 al 22 febbraio 2023.
| N. | Pos. | Giocatore                    | Data nascita (età) | Pres. | Reti | Squadra             |  |
| -- | ---- | ---------------------------- | ------------------ | ----- | ---- | ------------------- |  |
|    | P    | Ange Bawou                   | 12 febbraio 2000   |       |      | Bayelsa Queens      |  |
|    | P    | Cathy Biya                   |                    |       |      | Éclair FF           |  |
|    | P    | Marthe Ongmahan              | 12 giugno 1992     |       |      | Lekie FF            |  |
|    |      |                              |                    |       |      |                     |  |
|    | D    | Aurelle Awona                | 2 febbraio 1993    |       |      | Braga               |  |
|    | D    | Claudia Dabda                | 1º luglio 2001     |       |      | Tolosa              |  |
|    | D    | Estelle Johnson              | 21 luglio 1988     |       |      | N. Carolina Courage |  |
|    | D    | Éliane Mambolamo             | 3 luglio 1991      |       |      | Getafe              |  |
|    | D    | Claudine Meffometou Tcheno   | 1º luglio 1990     |       |      | Fleury              |  |
|    | D    | Colette Ndzana               | 17 luglio 2000     |       |      | Granadilla Tenerife |  |
|    | D    | Doudou Ousmanou              | 26 gennaio 1996    |       |      | Yverdon             |  |
|    |      |                              |                    |       |      |                     |  |
|    | C    | Fadimatou Kome               | 22 luglio 2002     |       |      | Soyaux              |  |
|    | C    | Catherine Mbengono           | 8 settembre 1996   |       |      | AS Fortuna          |  |
|    | C    | Charlène Meyong              | 19 novembre 1998   |       |      | Stade Reims         |  |
|    | C    | Geneviève Ngo                | 10 marzo 1993      |       |      | Fenerbahçe          |  |
|    | C    | Monique Ngock                | 17 settembre 2004  |       |      | Stade Reims         |  |
|    | C    | Grâce Ngock Yango            | 12 giugno 1993     |       |      | Olympique Marsiglia |  |
|    | C    | Brigitte Omboudou            | 29 luglio 1992     |       |      | FC Ebolowa          |  |
|    |      |                              |                    |       |      |                     |  |
|    | A    | Michaela Abam                | 12 giugno 1997     |       |      | Houston Dash        |  |
|    | A    | Éliane Bibout                |                    |       |      | Éclair FF           |  |
|    | A    | Brenda Ebika                 | 12 febbraio 2003   |       |      | Lekie FF            |  |
|    | A    | Nina Ngueleu                 | 11 dicembre 2004   |       |      | Paris Saint-Germain |  |
|    | A    | Ajara Nchout                 | 12 gennaio 1993    |       |      | Inter               |  |
|    | A    | Gabrielle Onguéné (capitano) | 25 febbraio 1989   |       |      | CSKA Mosca          |  |